# مطار بيبور
مطار بيبور  هو مطار يخدم مدينة بيبور في ولاية جونقلي إحدى ولايات منطقة أعالي النيل في جنوب السودان.